# Parafia św. Józefa w Silnej
Parafia św. Józefa w Silnej – rzymskokatolicka parafia w Silnej, należąca do dekanatu międzychodzkiego. Powstała w 1924 roku.

## Skład parafii

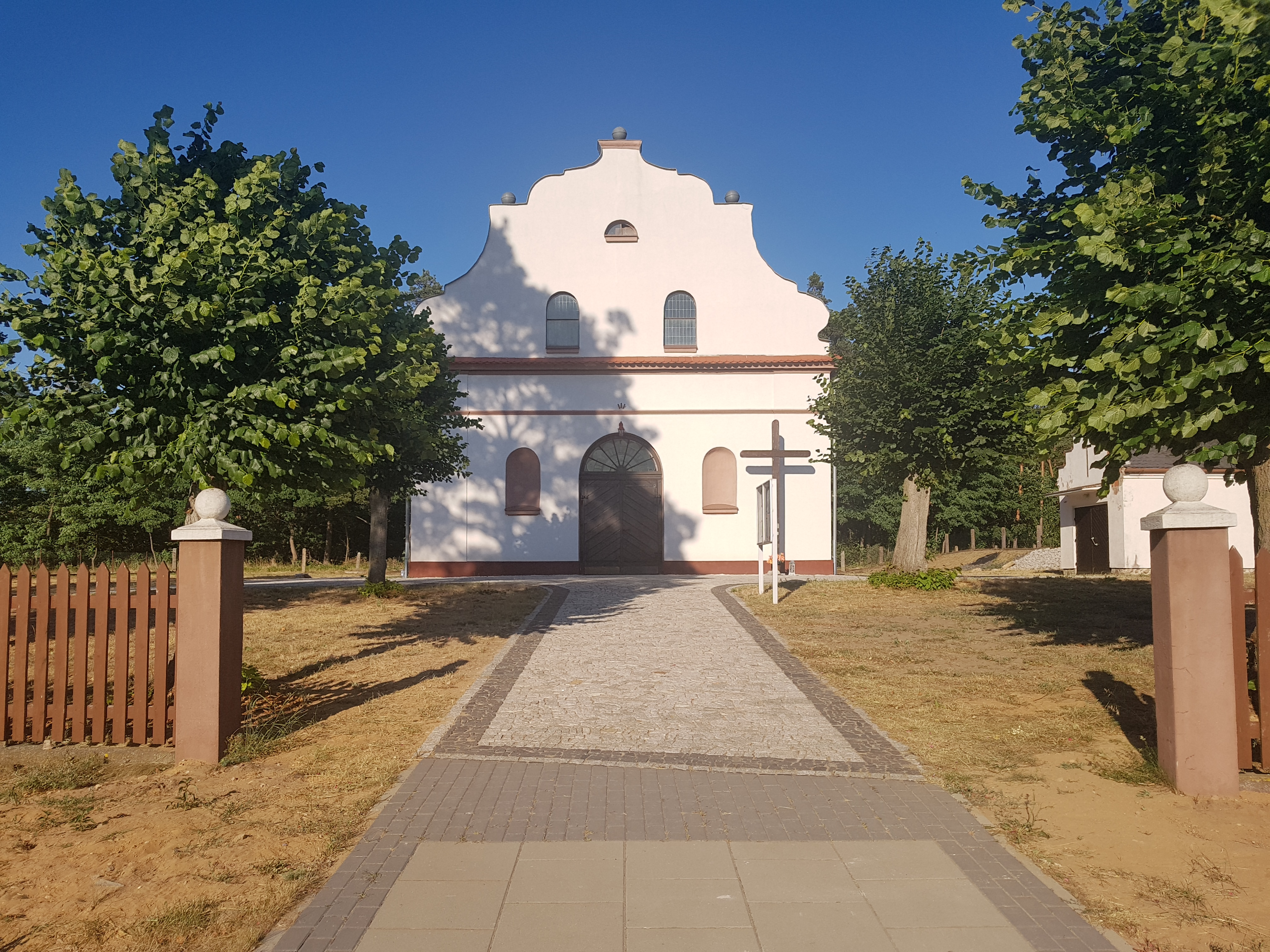
Budynek kościoła w Silnej

W skład parafii wchodzi 7 jednostek wiejskich, z 3 różnych gmin położonych w dwóch województwach:
- Jabłonka – osada położona w gm. Trzciel,
- Królewiec – leśniczówka w gm. Miedzichowo
- Pąchy – wieś sołecka w gm. Miedzichowo,
- Silna – wieś sołecka w gm. Pszczew,
- Silna Nowa – wieś w gm. Miedzichowo,
- Silna Wybudowanie – część wsi Silna,
- Wrony – przysiółek wsi Silna.

Parafię zamieszkuje około 436 osób.